# Victoria Sio
Victoria Sio est une chanteuse française d'origine italienne, née le 15 novembre 1985 à Lyon. Elle est également connue sous son nom de naissance Victoria Petrosillo ainsi que sous son seul prénom, Victoria.

## Biographie

### Enfance
Dès son plus jeune âge, elle est attirée par la musique, en particulier depuis l’âge de 2 ans. En 1996, à 10 ans, elle participe à l'émission Je passe à la télé chantant la chanson L'Accordéoniste d'Édith Piaf. Elle remporte le concours deux fois de suite, puisqu’à la fin de la même année, à l’âge de 11 ans, elle s’est de nouveau présentée en chantant la chanson L'Hymne a l’amour, aussi d’Édith Piaf. Puis elle commence à se faire connaitre grâce à des émissions télévisées telles que Vivement dimanche en 1999 ou Plus vite que la musique sur M6.
En 1999, elle rencontre Didier Barbelivien qui lui écrit peu de temps après sa première chanson : Le Désir de chanter ainsi que la chanson L'Oiseau.
Victoria a le privilège de représenter la France à l’Unesco aux côtés de Michel Legrand, de Barbara Hendricks et de la chorale des Petits Écoliers Chantants de Bondy le 14 novembre 1999, la veille de ses 14 ans.
Viendra ensuite sa rencontre avec Gérard Presgurvic, auteur de la comédie musicale Roméo et Juliette, qui lui écrit un nouveau single, Je veux tout. Universal Music signe ensuite la jeune chanteuse en 2001. La même année, il a également fait une apparition spéciale dans le programme Drôles de petits champions, et a également publié deux singles pour la bande originale du film d’animation Gloups ! je suis un poisson en France.

### Premier album
En 2004, à 18 ans, elle sort son album Victoria sous la direction artistique d'André Manoukian, après avoir signé chez Mercury Records.
Le single, Les amants sont éternels, écrit par Vincent Prique et Rémi Le Pennec, est désigné comme chanson phare du spectacle Holiday on Ice 2004. Elle accompagne alors Sarah Abitbol et Stéphane Bernadis pendant un an en tournée avec la chanson Les amants sont éternels.

### Le Roi Soleil
En 2005, Victoria intègre la troupe de la comédie musicale Le Roi Soleil, produite par Dove Attia et Albert Cohen, et mise en scène et chorégraphiée par Kamel Ouali. Elle y incarne Isabelle, la femme du peuple qui entretient une relation avec le Duc de Beaufort (interprété par Merwan Rim), aux côtés notamment de Christophe Maé, Cathialine Andria, Emmanuel Moire et Anne-Laure Girbal, pendant deux saisons à Paris au Palais des sports de Paris et durant deux tournées en France, en Belgique et en Suisse avec plus de 1,5 million de spectateurs et 400 représentations dont la dernière a lieu le 8 juillet 2007 au Palais omnisports de Paris-Bercy.
Fort de leur succès, la troupe du Le Roi Soleil remporte par deux fois le NRJ Music Awards du Groupe/duo francophone en 2006 et en 2007. L'album se vend à près d'un million d'exemplaires.

### Histoires de…
En 2007, elle interprète la version française du générique de la série américaine Heroes vendu à 160 000 exemplaires.
Le 12 mai 2008 marque le retour de Victoria dans les bacs avec l'album solo Histoires de… signé chez Universal Music, sous la houlette de Pierre Jaconelli (auteur et compositeur pour David Hallyday, Calogero, ou encore Zazie) dont sont issus les deux singles Mi Fleur, Mi Démon — composé par Tété — et Imparfaits.

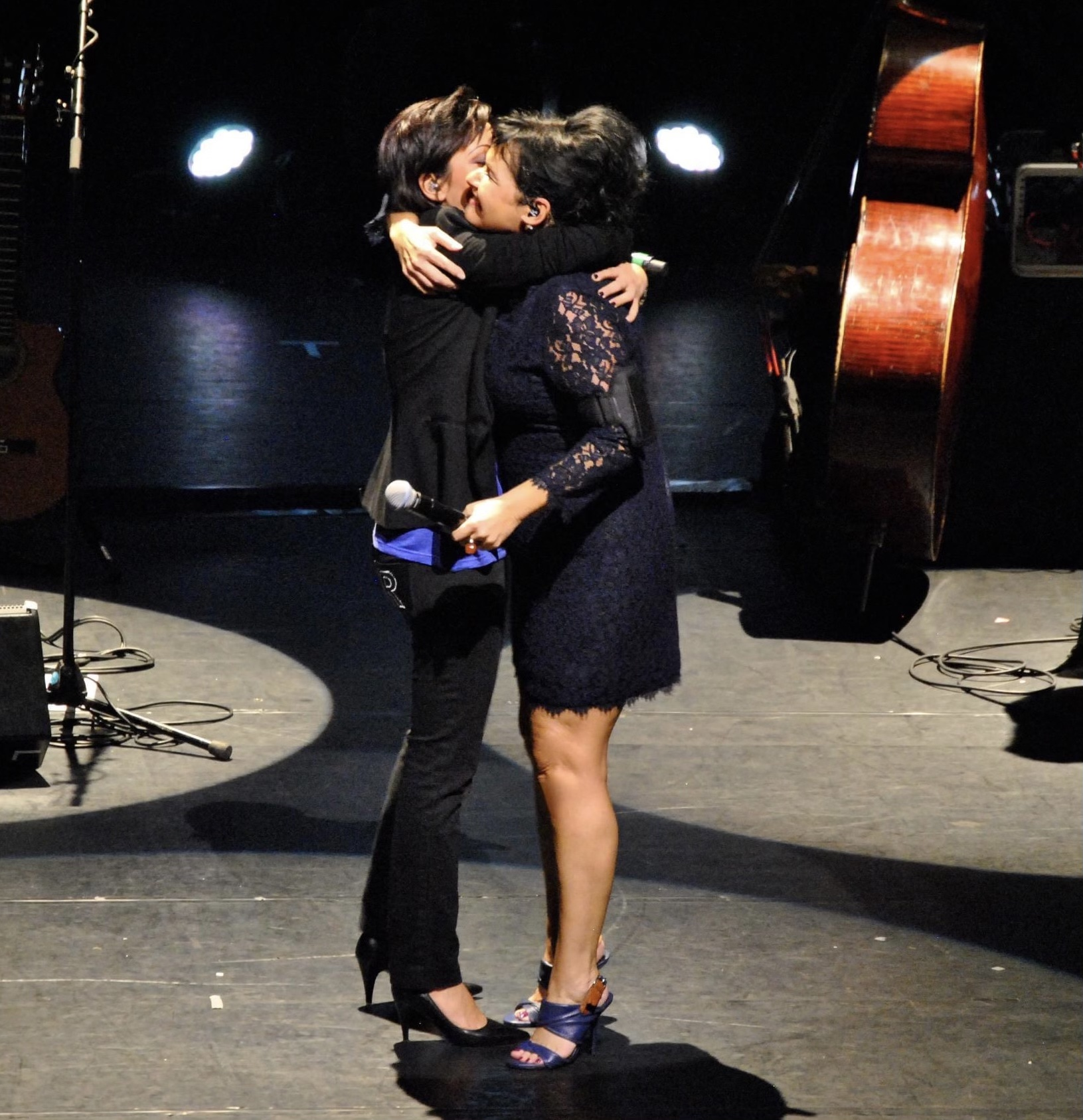
Victoria Sio et Maurane à l'Olympia en 2012

Proche amie de la chanteuse Maurane, Victoria l'accompagne à de nombreuses reprises sur scène notamment sur sa reprise de Claude Nougaro Armstrong lors de son L'Olympia en 2012.
Elle la suivra lors de ses tournées 2012, 2013, 2014 et 2015 en tant qu'invitée ou bien en première partie. En 2015, Victoria la rejoindra également à l'occasion d'un trio avec Pablo Villafranca sur le titre Alfonsina y el mar de Mercedes Sosa lors de la tournée Les Chœurs du sud

### The Voice, la plus belle voix, deuxième saison
Le 16 février 2013, les téléspectateurs la retrouvent dans la deuxième saison de The Voice sur TF1, où elle y interprète la chanson No more tears (Enough is enough de Donna Summer lors de l'épreuve à l'aveugle. Après avoir eu le choix entre Florent Pagny et Garou, les 2 coachs s'étant retournés, c'est avec ce dernier qu'elle décide de continuer l'aventure.
À l'issue de la battle du 30 mars 2013 qui l'oppose à Stéfania sur le titre I Want to Know What Love Is de Tina Arena, Victoria est alors récupérée par Florent Pagny. Pour le premier live du 20 avril 2013, Victoria interprète Je voulais te dire que je t'attends mais est éliminée de la compétition.

### Les Trois Mousquetaires
En juin 2015, Victoria est choisie pour interpréter le rôle de la reine Anne d’Autriche dans la comédie musicale Les Trois Mousquetaires, qui sera jouée au Palais des sports de Paris à partir du 29 septembre 2016, ainsi qu’en tournée en France, en Suisse et en Belgique en 2017. Elle y interprète le quatrième single de l’album Face à Face.
L'album vendu à plus de 30 000 exemplaires, la troupe de Les Trois Mousquetaires est nommée en 2016 aux NRJ Music Awards dans la catégorie « groupe/duo francophone ».
En décembre 2018, Victoria prend le pseudonyme de Victoria Sio et sort le single Plus peur le 15 novembre 2019.

### Premier EP "FMLP"
Victoria Sio sort son nouveau single FMLP le 23 avril 2021 puis son premier EP, en collaboration avec Mosimann .

### Bande originale du filmAline
En 2020, Victoria Sio est choisie pour être la voix chantée dans Aline, film de fiction librement inspiré de la vie de Céline Dion, écrit, réalisé et interprété par Valérie Lemercier, sorti en salles le 10 novembre 2021.

### Deuxième EP "2ème Vie"
Le 20 octobre 2023, Victoria Sio sort son deuxième EP intitulé "2ème Vie"

## Discographie

### Albums
- 2004 : Victoria (FR #29 18 semaines)[19]
- 2008 : Histoires de… (FR #31 3 semaines)[19]

### Singles
- 1999 : Le désir de chanter (FR #29 18 semaines)[19]
- 2001 : Je veux tout (FR #61 5 semaines)[19]
- 2004 : Les amants sont éternels (FR #31 3 semaines)[19] - Victoria
- 2007 : Le héros d'un autre (FR #6 21 semaines)[19] - Histoires de...
- 2008 : Imparfaits - Histoires de...
- 2009 : Mi-fleur, mi-démon - Histoires de...
- 2019 : Plus Peur (iTunes FR #22)[20]
- 2021 : FMLP (iTunes FR #31)[21]
- 2021 : EP Tout est bon là (iTunes FR #27)[22]
- 2022 : Antalya (iTunes FR #41)[23]
- 2023 : Pourquoi (iTunes FR #36)[24]
- 2023 : EP 2ème Vie

### Participations
- 2000 : Bande originale du dessin animé Gloups ! je suis un poisson
- 2005 : Tournée Holiday on Ice
- 2005-2007 : Comédie musicale Le Roi Soleil - Rôle de Isabelle, la fille du peuple
- 2005 : Entre ciel & terre en duo avec Merwan Rim - Single de la Comédie musicale Le Roi Soleil (FR #3 104 semaines ; BE #7 56 semaines ; CH #40 28 semaines)[25]
- 2007 : Bande originale de la série Heroes
- 2008 : Collectif d'artistes « Les voix de l'enfant » avec Jenifer, Julie Zenatti, Michel Fugain, Tété, David Hallyday...
- 2008 : Parle, Hugo, parle. Au profit de La Voix de l'enfant
- 2011 : Relookage en duo avec Claire Keim - BO du film La Nouvelle Blanche-Neige
- 2013 : Collectif d'artistes « Les grandes voix des comédies musicales chantent pour les enfants hospitalisés »[26] avec Renaud Hantson, Lââm, Pablo Villafranca et Fabienne Thibeault[27]
- 2014 : Collectif d'artistes « Unissons nos voix » contre la violence physique faite aux femmes aux côtés de Najat Vallaud-Belkacem, Élodie Gossuin, Cécile de Ménibus, Karine Ferri, Priscilla Betti pour le single No woman, No cry
- 2016-2017 : Comédie musicale Les Trois Mousquetaires - Rôle de la reine Anne d'Autriche
- 2016 : Face à Face - Single de la comédie musicale Les Trois Mousquetaires[28] (FR #6 46 semaines ; BE #36 40 semaines ; CH #96 1 semaine)[29]
- 2017 : Une Belle Histoire - Single multi-interprètes avec Michel Fugain, Arcadian, Claudio Capéo, Corneille, Anaïs Delva, Olivier Dion, Patrick Fiori, Florent Mothe, Damien Sargue et Sophie Tapie[30] (FR #21 10 semaines ; BE #9 20 semaines ; CH #6 6 semaine)[31]
- 2019 : Bande originale du film d'animation Le Voyage du pèlerin[32]
- 2020 : Bande originale du film Aline[33]
- 2025: Bande original du film Blanche-Neige (film, 2025)[34]

## Filmographie
- 2011 : La Nouvelle Blanche-Neige de Laurent Bénégui : Miss Super Pepette
- 2021 : Aline de Valérie Lemercier : Aline Dieu (voix chantée)
- 2021 : Je te promets (série, 2022)

### Doublage
- 2024 : Mufasa : Le Roi lion : voix additionnelles
- 2025 : Blanche-Neige (film, 2025) : La Méchante Reine (chants) (Gal Gadot)

## Récompenses
- 2006 : NRJ Music Awards du « groupe/duo francophone » avec la troupe du Roi Soleil[35].
- 2007 : NRJ Music Awards du « groupe/duo francophone » avec la troupe du Roi Soleil[36].
- 2016 : Nomination aux NRJ Music Awards du « groupe/duo francophone » avec la troupe des Trois Mousquetaires[36].